# صندوق توسعه (نروژ)
صندوق توسعه (به نروژی Utviklingsfondet ) یک موسسه غیر دولتی نروژی (ان جی او) می باشد که در سال ۱۹۷۸ توسط نویسنده نروژی، اریک دامن پایه گذاری شد.  

## صندوق توسعه
کتب دامن به اسم«آینده در دستان ما» که در سال ۱۹۷۲ انتشار پیدا کرد، سوال های اجتماعی و زیست‌محیطی را مورد توجه قرار داد و آنان را در پانورمایی بسیار گسترده از آنچه تا آن زمان عادی بود، مطرح نمود. وی با مکاشفه نمودن از شوق به این کتاب، در سال ۱۹۷۴ (آینده در دستان ما) را رها نمود، که این روز ها یک نهاد جهانی با سی سازمان شریک در سرتاسر جهان می باشد. 

## اسپیر
صندوق توسعه یک گروه جوان های رابط به نام اسپیر دارد. اسپیر در سال ۲۰۰۳ پایه گذاری شد و دارای شعبه های بومی در اسلو ، اوس و برگن می باشد. اسپیر در کل خط های حزب با سوال های جهانی رابط به تجارت، توسعه، محیط زیست، غذا و نظیر مشغول فعالیت است. اسپیر نهادی می باشد که با هدف فعالیت در خط های حزبی با سوال های جهانی رابط به تجارت، آب و هوا و غذا پایه گذاری شده است.